# 拓跋天賜
拓跋 天賜（たくばつ てんし、生没年不詳）は、北魏の皇族。汝陰霊王。

## 経歴
拓跋晃と陽椒房のあいだの子として生まれた。461年（和平2年）7月、汝陰王に封じられ、征南大将軍・虎牢鎮都大将に任じられた。後に内都大官となった。471年（皇興5年）、勅勒諸部が北魏に叛くと、拓跋天賜は給事中の羅雲とともに北魏軍を率いて勅勒を討った。羅雲が勅勒の偽降を信じて襲撃を受け殺害されると、拓跋天賜はようやく自分の身を守るのみで逃げ帰った。476年（承明元年）、征西大将軍・儀同三司の位を受けた。後に征北大将軍・護匈奴中郎将に任じられた。懐朔鎮大将に転じた。489年（太和13年）、収賄の罪で官爵を削られ、庶人とされた。死去すると、もとの爵位を追贈され、王礼で葬られた。諡は霊王といった。

## 子女
- 元逞（字は万安、斉州刺史）
- 元思誉
- 元汎略（字は普安。営州刺史、横暴な統治のため州人により平州に追放された、後に光禄大夫・宗正卿、東燕県男、河陰の変で殺害された）
- 元修義
- 元固
- 元興
- 元周安

## 伝記資料
- 『魏書』巻19上 列伝第7上
- 『北史』巻17 列伝第5